# Hospício do Grande São Bernardo
O hospício Grande-São-Bernardo, anteriormente Montjoux, é um hospício localizado no passo Grande São Bernardo na Suíça .

## Geografia
Está localizado no topo do passo do Grande São Bernardo, nos Alpes Valaisanos, a metro acima do nível do mar. A fronteira com a Itália encontra-se algumas centenas de metros ao sul.

## História
No século IX, existe um primeiro hospício (ou mosteiro) junto ao passo (lado suíço), em Bourg-Saint-Pierre . É mencionado pela primeira vez por volta de de 812 - 820 . O mosteiro de Mont-Joux é dedicado a Saint-Pierre ( abbatia montis Jovis Sancti Petri )  . O Passo do Grande São Bernardo usa o nome de Mont-Joux ( Mons Iovis ) durante este período  . O mosteiro de Bourg-Saint-Pierre foi destruído por ataques sarracenos em meados do século X  , provavelmente em 940, quando também ocuparam Saint-Maurice .
Por volta de 1050, São Bernardo de Aosta (de Menthon ou Mont-Joux, antigo nome do passo do Grande São Bernardo), arquidiácono de Aosta, vendo regularmente viajantes chegarem aterrorizados e roubados, decide pôr um fim à brigada na montanha. Para esse fim, fundou, no topo do passo do Grande São Bernardo, o hospício que mais tarde levaria seu nome. A igreja do hospício é dedicada a São Nicolau . De relevo é o fato da menção da igreja surgir em apenas um documento de 1125.
O hospício do Grande São Bernardo está sob a jurisdição do bispo de Sião, prefeito e conde de Valais . Essa particularidade explica o fato de que todo o passo está hoje localizado no território suíço .
Em 1823, o edifício do hospício foi aumentado em um piso sob a direção do arquiteto de Lausana, Henri Perregaux  .
O hospício do Grande São Bernardo serviu como noviciado . Foi aqui que o Beato Maurice Tornay (1910-1949) estudou antes de partir para Yunnan .

## Cão São Bernardo
É no hospício que a raça São-Bernardo foi criada, resultante de cruzamentos de cães provavelmente oferecidos pelas famílias do Valais nos anos de 1660 a 1670. Uma primeira menção é feita em 1709. O objetivo da criação foi inicialmente fornecer cães de guarda e defesa para o hospício antes de se tornarem cães de resgate nas montanhas. A fazenda de criação da raça foi transferida para uma fundação, a fundação Barry localizada em Martigny , em 2005. Esta fundação está empenhada em manter a raça e deixar cães no hospício no verão.

## Hospício do Grande São Bernardo na cultura
- 1923 : Visages d'enfants, filme de Jacques Feyder